# Валтер III фон Геролдсек
Валтер III фон Геролдсек (на немски: Walter III von Geroldseck; † 1 февруари 1323) от фамилията на господарите на Дирзберг-Геролдсек, е фогт на Ортенау в Баден-Вюртемберг.

## Произход
Той е син на Херман I фон Геролдсек († 8 март 1262, убит в битка при Хаузберген) и съпругата му фон Еберщайн. Внук е на Валтер I фон Геролдсек († 1275/1277) и първата му съпруга Хайлика фон Малберг († 1259). Брат е на Херман II фон Геролдсек († 1300), господар на Геролдсек, Херман († сл. 29 май 1328), архдякон в Страсбург, и на Аделхайд († декември 1300), омъжена за Улрих III фон Раполтщайн († 1283).

## Фамилия
Валтер III се жени пр. 1 февруари 1278 г. за Сузана фон Верд († сл. 1311), дъщеря на Хайнрих II Зигеберт, ландграф в Елзас, граф фон Верд († 1278) и Гертруд фон Дике († 1266/1269). Те имат децата:
- дъщеря († сл. 1352), омъжена за граф Лудвиг IV фон Тек († 1352)
- Херман († 1348)
- Валтер IV († 5 януари 1355), господар на Лар, граф на Геролдсек, женен I. за Елизабет фон Лихтенберг († сл. 1314), II. за Сузана фон Раполтщайн († сл. 1351)
- София († 11 октомври 1339), омъжена за Йохан II фон Киркел († сл. 1317)
- Уделхилд († сл. 1300), омъжена за Фридрих фон Ванген-Дуслер

## Галерия
- Замък Хоенгеролдсек
- Останки от замък Дирсбург